# Panda Bear Meets the Grim Reaper
Panda Bear Meets the Grim Reaper je páté sólové studiové album amerického hudebníka Noaha Lennoxe, který vystupuje pod pseudonymem Panda Bear. Vydáno bylo 9. ledna roku 2015 společností Domino Records a jeho producentem byl spolu s Lennoxem Peter Kember, známý jako Sonic Boom. Jedna z písní z desky, konkrétně „Crosswords“, vyšla v alternativní verzi na desce Crosswords v srpnu 2015. Ve stejné písně je použit sampl písně „Ashley's Roachclip“ od skupiny The Soul Searchers.

## Seznam skladeb
| Pořadí | Název                           | Délka |
| ------ | ------------------------------- | ----- |
| 1.     | Sequential Circuits             | 3:35  |
| 2.     | Mr Noah                         | 4:13  |
| 3.     | Davy Jones' Locker              | 0:35  |
| 4.     | Crosswords                      | 3:36  |
| 5.     | Butcher Baker Candlestick Maker | 3:07  |
| 6.     | Boys Latin                      | 4:12  |
| 7.     | Come to Your Senses             | 7:23  |
| 8.     | Tropic of Cancer                | 6:12  |
| 9.     | Shadow of the Colossus          | 0:17  |
| 10.    | Lonely Wanderer                 | 4:19  |
| 11.    | Principe Real                   | 4:54  |
| 12.    | Selfish Gene                    | 5:05  |
| 13.    | Acid Wash                       | 3:42  |